# Kateryna Reznik
Kateryna Oleksandrivna Reznik (em ucraniano:  Катерина Олександрівна Резнік; Kharkiv, 20 de novembro de 1995) é uma nadadora sincronizada ucraniana, medalhista olímpica na natação artística.

## Carreira
Reznik conquistou a medalha de bronze nos Jogos Olímpicos de Verão de 2020 em Tóquio na disputa por equipes, ao lado de Maryna Aleksiiva, Vladyslava Aleksiiva, Marta Fiedina, Anastasiya Savchuk, Alina Shynkarenko, Kseniya Sydorenko e Yelyzaveta Yakhno, com a marca de 190.3018 pontos.